# Жиноль
Жино́ль (фр. Ginoles) — коммуна во Франции, находится в регионе Лангедок — Руссильон. Департамент коммуны — Од. Входит в состав кантона Кийан. Округ коммуны — Лиму.
Код INSEE коммуны — 11165.

## Население
Население коммуны на 2008 год составляло 365 человек.
| 1962 | 1968 | 1975 | 1982 | 1990 | 1999 | 2008 |
| ---- | ---- | ---- | ---- | ---- | ---- | ---- |
| 181  | 194  | 263  | 297  | 357  | 349  | 365  |

## Экономика
В 2007 году среди 196 человек в трудоспособном возрасте (15—64 лет) 131 были экономически активными, 65 — неактивными (показатель активности — 66,8 %, в 1999 году было 65,1 %). Из 131 активного работали 115 человек (64 мужчины и 51 женщина), безработных было 16 (8 мужчин и 8 женщин). Среди 65 неактивных 12 человек были учениками или студентами, 28 — пенсионерами, 25 были неактивными по другим причинам.